# 聯合書院
香港聯合書院（英語：United College of Hong Kong，簡稱UC），慣稱為聯合書院，是香港中文大學三所始創成員書院之一，現為九所成員書院之一。

## 歷史

### 前身各校
書院成立於1956年6月。由八所私立大學書院倡議合併，包括廣僑書院、光夏學院、華僑工商學院、文化專科學校、平正會計專科學校、珠海書院、香江書院與廣大書院。在談判期間，後三所書院退出合組事宜。前五間大多是1947到1950年間由廣州南遷到港的私立大專，屬所稱的「流亡書院」，其中與香港淵源最深、最具規模者是1938年始創的華僑書院。
在剩餘各校達成合併並成立「聯大學院」後，港英教育司署不允許命名，故改名為「聯合書院」，而珠海書院則繼續獨立辦學。聯合書院創校董事會主席及首任校長為蔣法賢醫生，校本部（第一校及第三校）設在香港堅道147號，有學生六百多人。另外，聯合亦於其時的新亞書院農圃道校址（今新亞中學）開設第二校。
| 各校簡介         | 各校簡介           | 各校簡介                                 | 各校簡介 | 各校簡介                                       |
| 名稱             | 創始時間           | 創辦人                                   | 淵源經歷 | 原有院系學系                                   |
| ---------------- | ------------------ | ---------------------------------------- | --- | ---------------------------------------------- |
| 廣僑書院         | 1952               | 私立廣州大學草創人陳炳權                 | 源自1927年的私立廣州大學，1937年日軍逼近廣州時在九龍、新界設附屬中學及大學臨時授課處。1940年初在新界曾開建新校舍，因香港淪陷而終止。1949年初解放軍南下，廣大撤退，在九龍設分教處，陳炳權改立其作為書院。 | 文、理、商科大學四年課程                       |
| 光夏學院         | 1932               | 大夏大學秘書長王裕凱、大夏大學部分師生   | 源自上海私立光夏書院。1949到1950年遷港書院與大夏師生復校為傳承大夏血脈。 | 四年制文、商課程                               |
| 華僑工商學院     | 1938（七七事變後） | 王淑陶                                   | 華僑工商學院，由粵港知名教育家王淑陶先生于1938年在香港創立，日據港時遷內地，1949年再遷港，期間曾改名華僑書院。                                                                                           | 文、商、工學院                                 |
| 文化專科學校     | 1942年秋           | 中山大學原文學院院長兼研究院院長吳康博士 | 源自廣州文法學院。1942年秋得教育部批准，先成立中華文化學院國文專科學校，設校于樂昌縣坪石鎮。1945年光復後遷廣州，1947年5月奉教育部令改名為私立中華文法學院，擴展做文化大學。1949年遷香港，改文化書院。    | 四年制，原有文科、法科、研究部、专科各揽多学系 |
| 平正會計專科學校 | 1937               | 私立廣州大學原計政班主任王文哀           | 中日戰爭時期由香港轉移開平、梧州等地。1946年復港校，並設廣州分校。1949年廣州分校遷港與本部合併。 | （日校）大學四年制，商業管理及會計兩系         |

### 創立中大
1957年，聯合書院與崇基學院及新亞書院組成了「香港中文專上學校協會」，由當時的校長蔣法賢醫生出任協會主席，爭取其應有的學術地位及資助，推動成立一所「中文大學」。
至1959年，該三間書院成為政府資助的專上學院（在聯合書院中，僅聯合書院第一校，即全日制課程部分獲資助；而以夜校方式運作的第二及第三校，因不獲資助而另行於1963年成立聯大書院，後來結束）。同時，政府亦批出北角天后廟道一土地，供聯合建新校，並已決定由周李建築師事務所（今周古梁建築工程師，曾設計崇基早期建築物）設計，但是項工程最終腰斬。同年，由於書院高層內訌，導致代表政府的校長蔣法賢被原先五校代表迫宮，最後被迫辭職，而外來資助亦差點因而中止。
1962年5月，聯合書院遷入般咸道校舍（原址先後為拔萃男書室及羅富國教育學院，現為般咸道官立小學）。1963年，香港中文大學正式成立，該三間書院亦順理成章地成為當時的成員書院。

### 後期發展
至1971年，聯合書院正式遷往現時的沙田馬料水校址上課，並開始擁有宿舍。至今，聯合書院共有學生3361人，分佈於大學各個學院及學系。

## 校訓

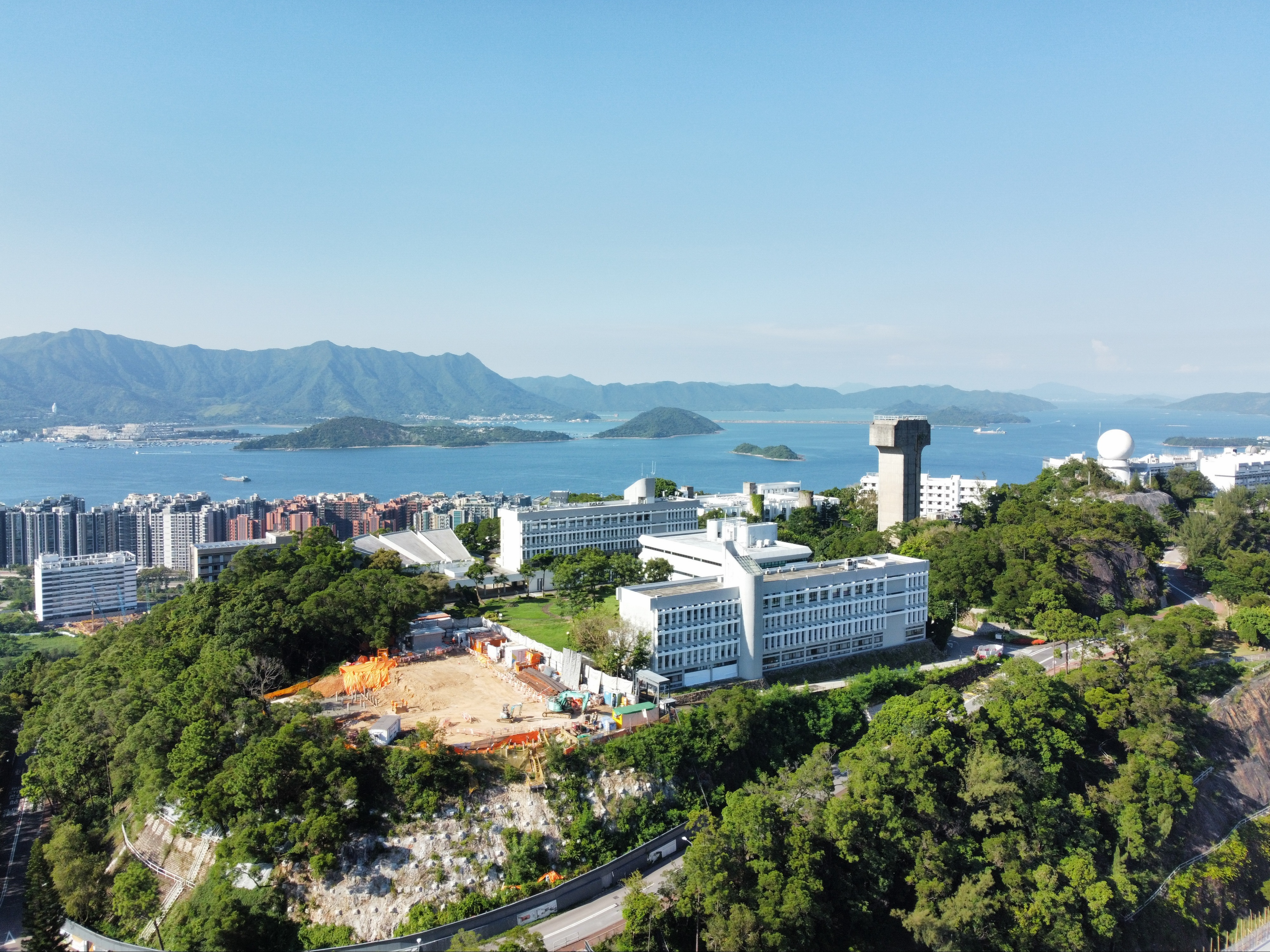
聯合書院於馬料水校址建築群

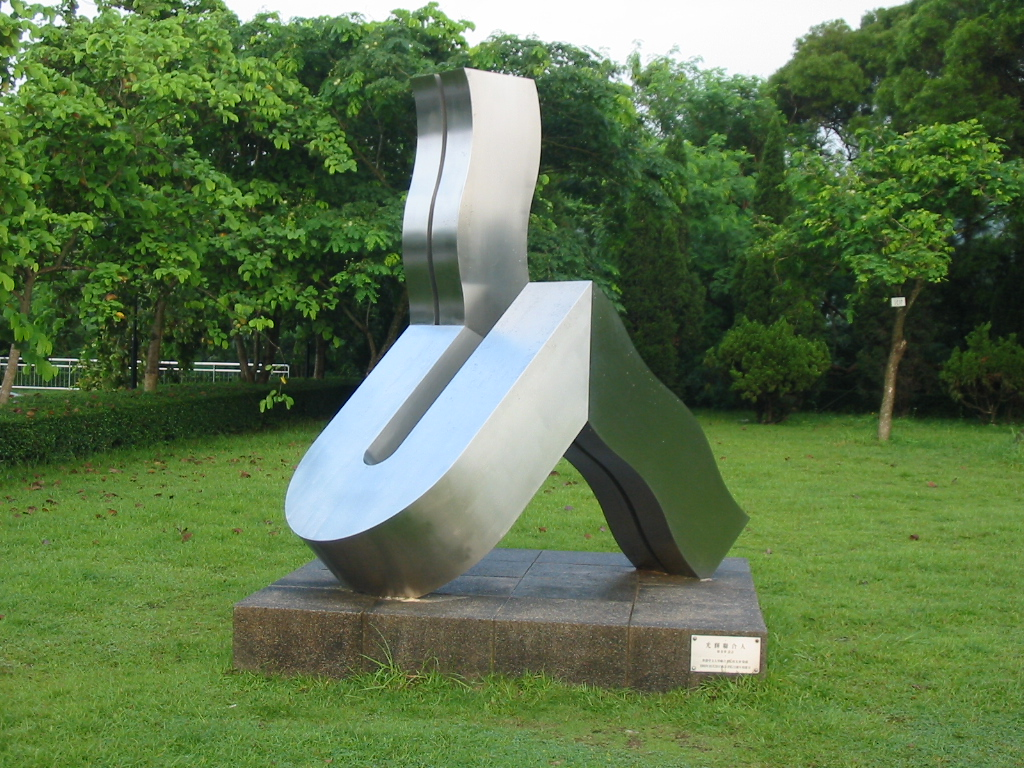
「光輝聯合人」藝術品

聯合書院的校訓為「明德新民」。「明德新民」四字出於《小戴禮記》〈大學〉篇，原文是：「大學之道，在明明德，在親民，在止於至善。」宋儒朱熹將「親民」改為「新民」，並作解說。
- 明德：儒家的精神是肯定每個人本來具有光明的德性，具有成就偉大人格的可能性和可塑性。而通過教育則可以發掘、體認、提昇、光大學子本來具有的「明德」，成就偉大的人格。
- 新民：在儒家的理想，個人的偉大人格和成就不止於個人的修養和一己的通識博知，而在推己及人，關心、教育和改革社會。

## 院歌
聯合書院院歌曲調由Susan Tan創作，歌詞以四言韻語所組成，由書院中文系首任系主任陳湛銓教授填詞。（引用聯合書院網頁 （页面存档备份，存于），內有歌詞釋義。）

## 歷任院長
1. 蔣法賢醫生（1957年1月－1959年10月）
2. 凌道揚教授（1960年2月－1963年1月）
3. 鄭棟材博士（1963年1月－1977年7月）
4. 薛壽生教授（1977年7月－1980年6月）
5. 陳天機教授（1980年8月－1988年7月）
6. 李卓予教授（1988年8月－1998年7月）
7. 黃鈞堯教授（1998年8月－2002年7月）
8. 馮國培教授（2002年8月－2012年7月）
9. 余濟美教授（2012年8月－2022年7月）
10. 王香生教授（2022年8月－現任）

## 歷年校址[10][11]
- 堅道147號原崇基學院西院（1956年6月-1961年9月）（已重建為一幢11層高唐樓）
- 普慶坊梁文燕官立小學（1961年6月-1961年9月）（今英皇書院同學會小學第二校）
- 原羅富國師範學院般咸道9A號校址（1962年5月-1971年2月）（今般咸道官立小學）
- 原香港病理學院輔助樓（理學院院址）（1964年9月-1972年4月）（今香港醫學博物館，輔助樓於1982年拆卸）
- 原高街精神病院加建部分（1969年1月-1971年2月）（在改建為西營盤社區綜合大樓時已被拆卸）
- 沙田馬料水（1971年12月起）

## 建築及設施

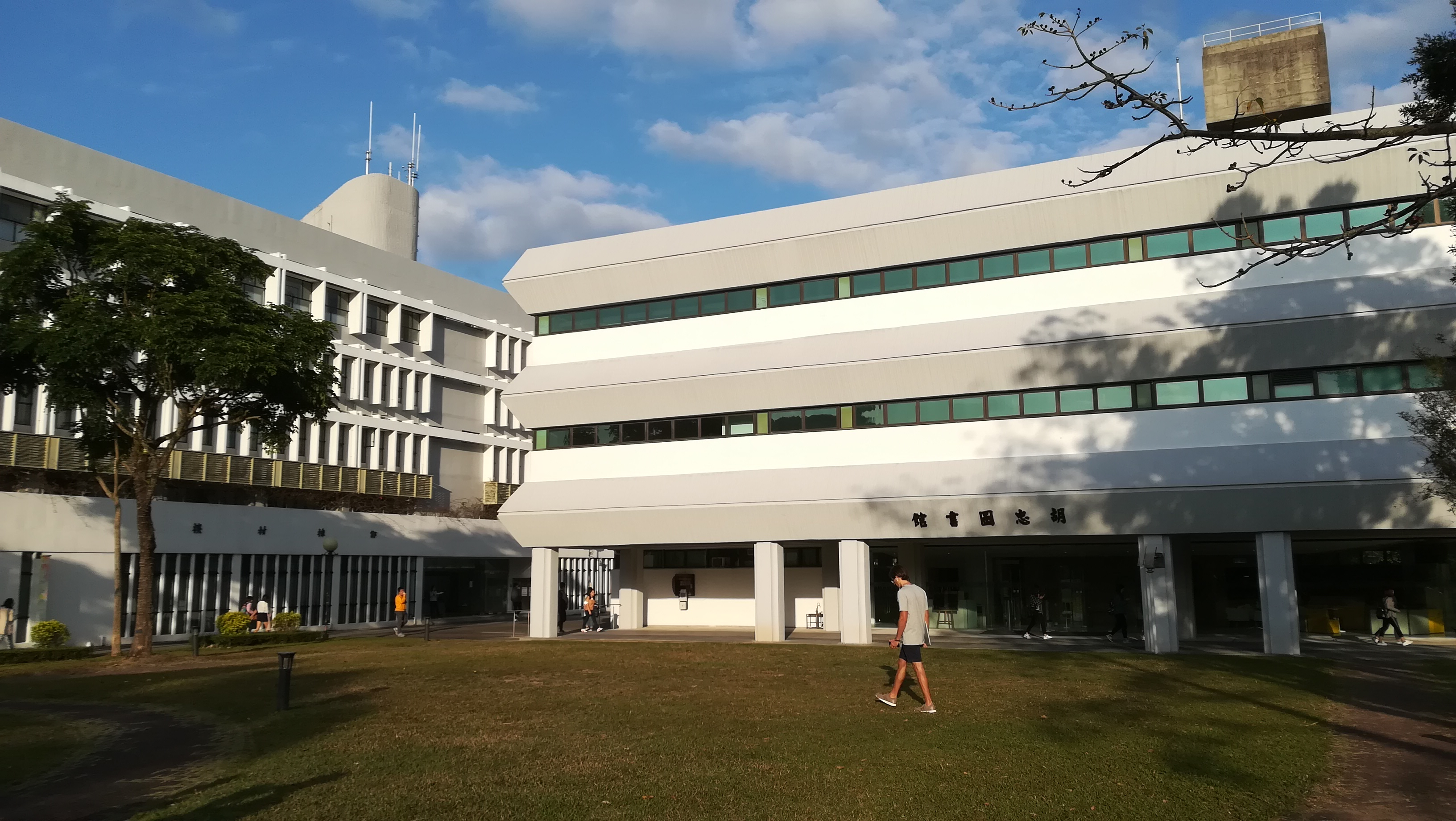
鄭棟材樓（左）及胡忠圖書館（右），前方草坪為當年取消建造的教學樓B座位置。攝於2019年2月14日

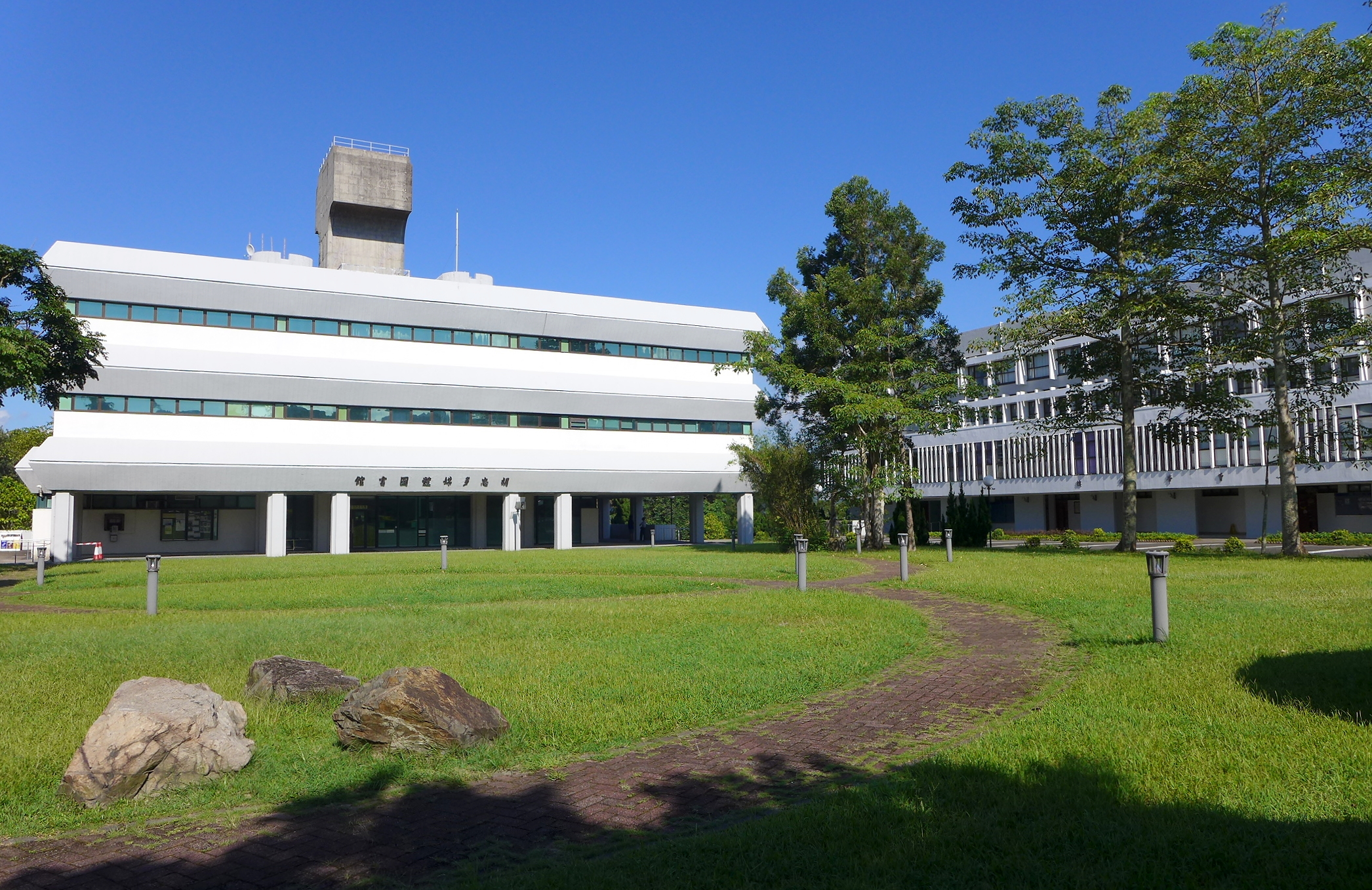
胡忠多媒體圖書館（左）及曾肇添樓（右），前方草坪為當年取消建造的教學樓B座位置。攝於2016年7月21日

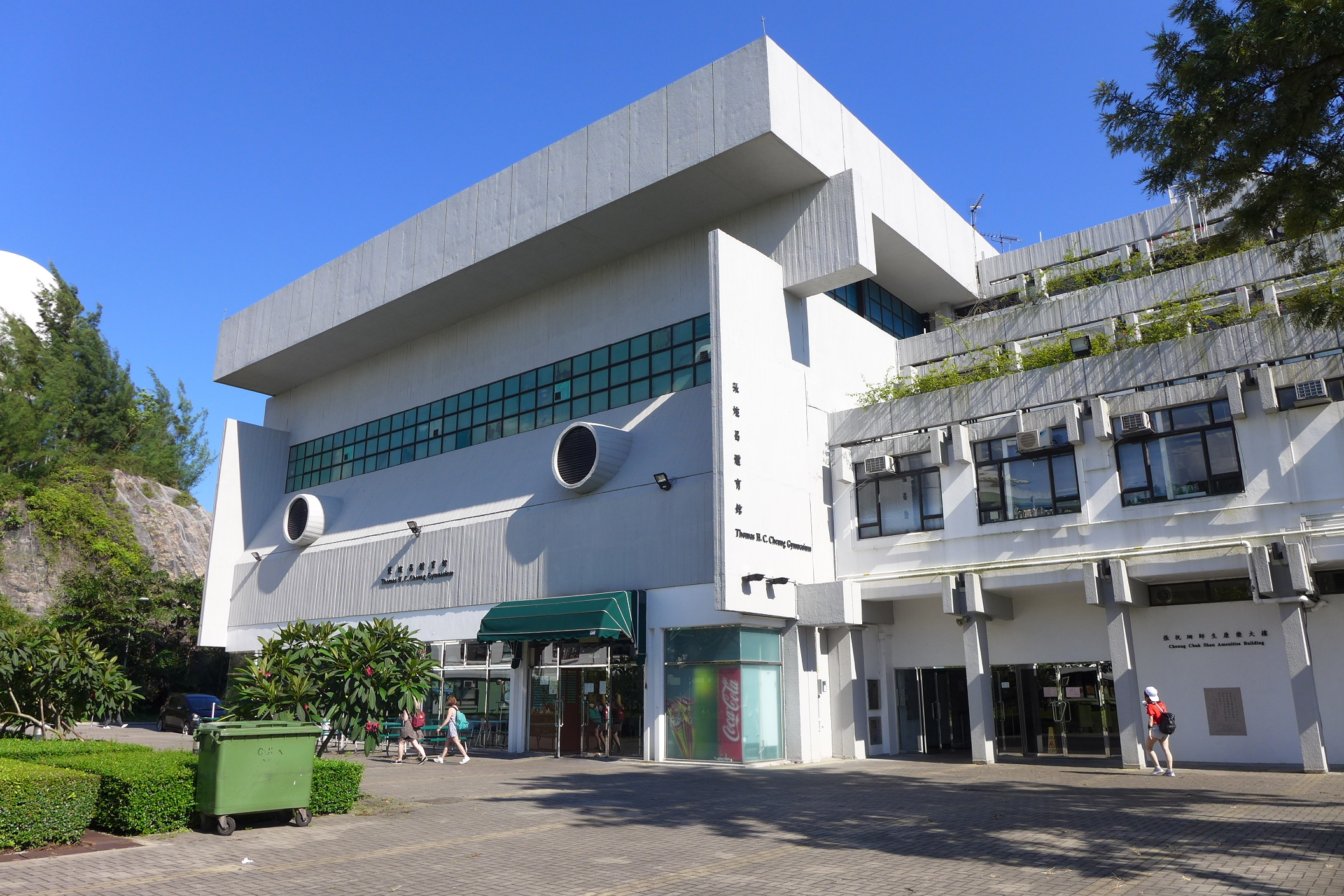
張煊昌體育館

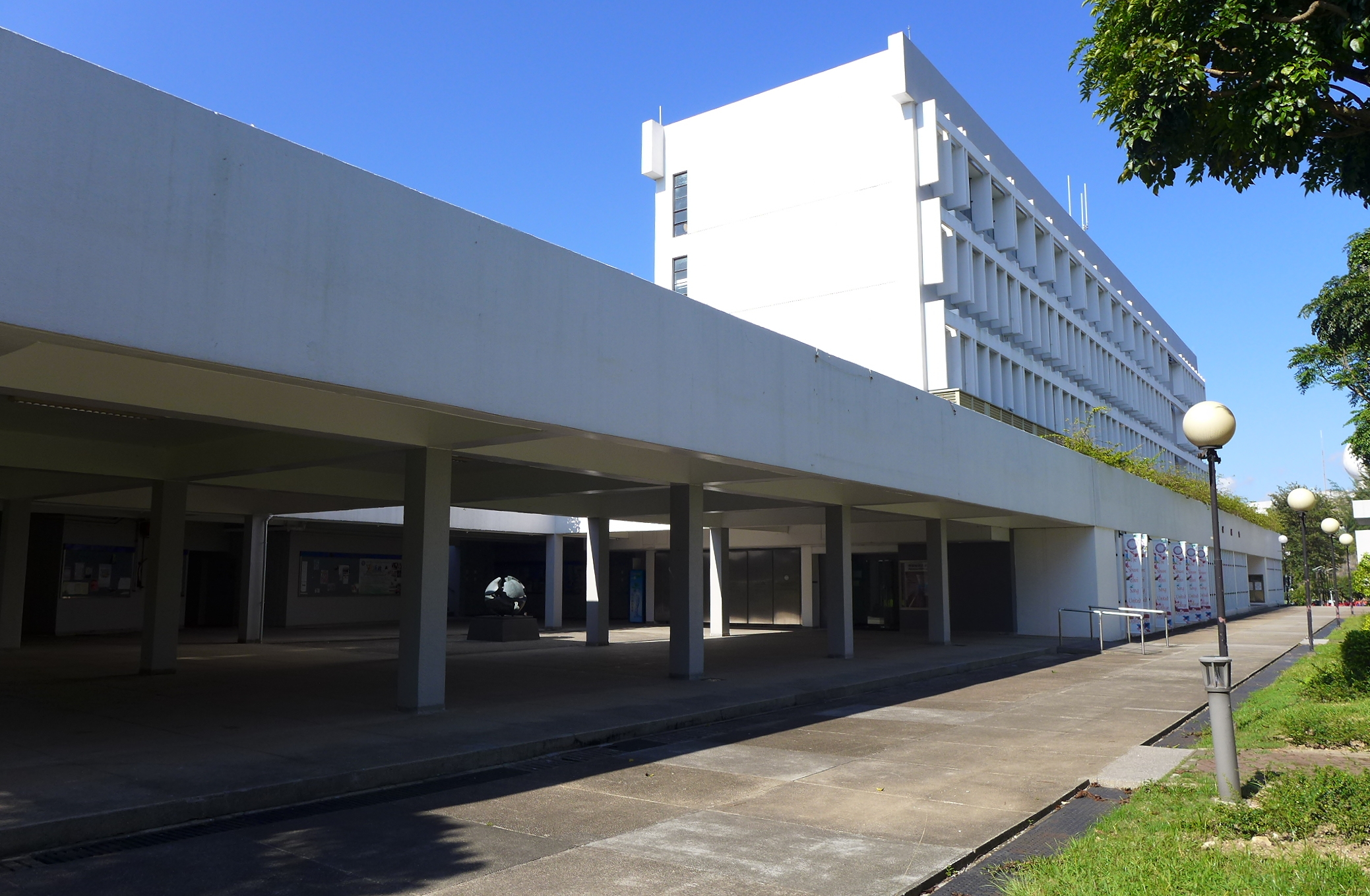
鄭棟材樓

- 曾肇添樓（Tsang Shiu Tim Building，前稱教學樓A座，簡稱UCA）
- 教學樓B座（原擬用作聯合書院理學院辦公大樓，後因教學權收歸大學本部而取消建造；現正興建蔡繼有宿舍）
- 鄭棟材樓（T. C. Cheng Building，前稱教學樓C座，1980年改為現名，簡稱UCC）
  - 思源館（Si Yuan Amenities Centre，中文大學校園內唯一一所酒吧，2006年起開業）
- 胡忠圖書館（Wu Chung Library）（2001年至2018年稱為「胡忠多媒體圖書館」（Wu Chung Multimedia Library））[12]
- 張祝珊師生康樂大樓（Cheung Chuk Shan Amenities Building）
  - 張煊昌體育館（Thomas H. C. Cheung Gymnasium）
  - 聯合書院學生會
  - 文怡閣（Staff Common Room）
  - 走讀生舍堂
    - 百全堂（Pak Chuen Hall）
    - 秉芬堂 （Ping Fan Hall）
- 聯合書院網球場（李兆基樓旁，原先擬建學生宿舍）

### 學生宿舍
聯合書院現時共有四所學生宿舍，並正增建第五座宿舍，全為男女宿，共可容納學生一千多人，當中最新建成的陳震夏宿舍於2004年啟用，另蔡繼有宿舍預計2024年竣工。
- 湯若望宿舍（Adam Schall Residence，原先由耶穌會代為管理，但天主教香港教區目前仍有在該宿舍開設彌撒中心）
- 伯利衡宿舍（Bethlehem Hall）
- 恆生樓（Hang Seng Hall，司徒惠退休前設計的最後一座建築物）
- 陳震夏宿舍（Chan Chun Ha Hostel）
- 蔡繼有宿舍（Choi Kai Yau Residence）

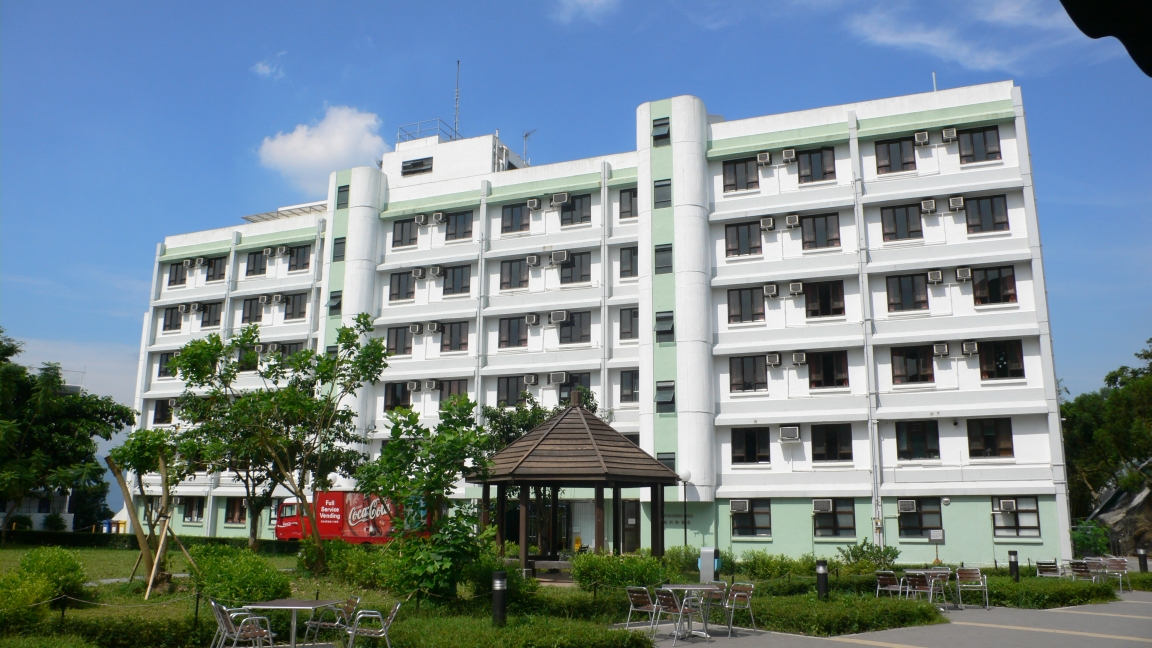
伯利衡宿舍
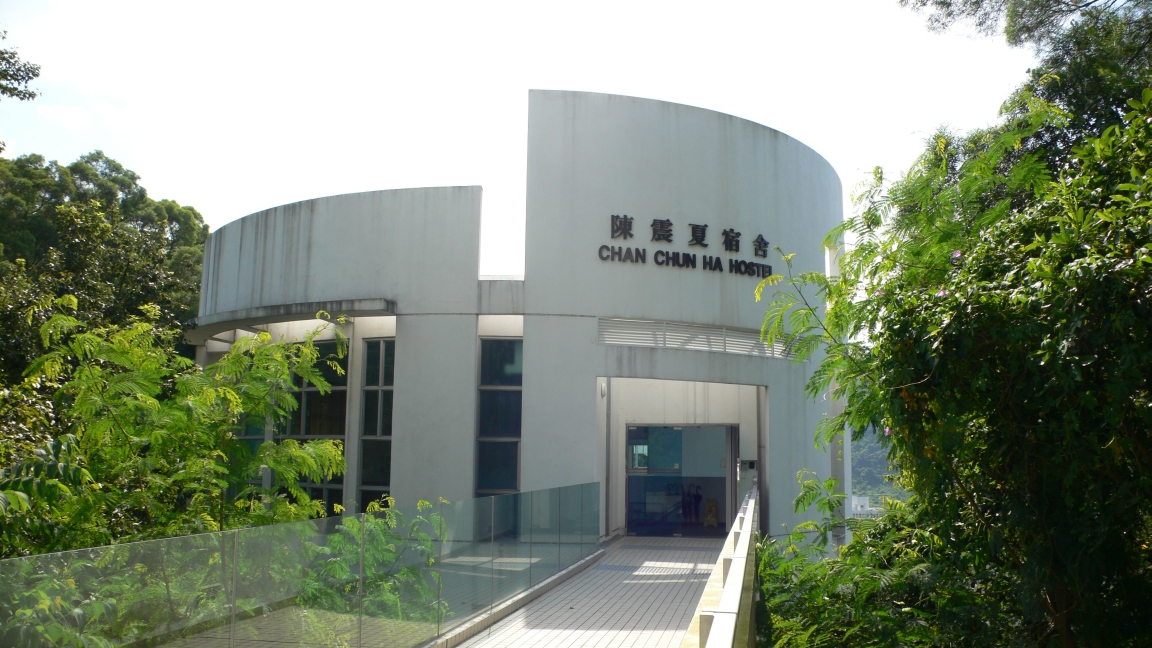
陳震夏宿舍

### 主要景點
- 明德壁（Ming De Mural）

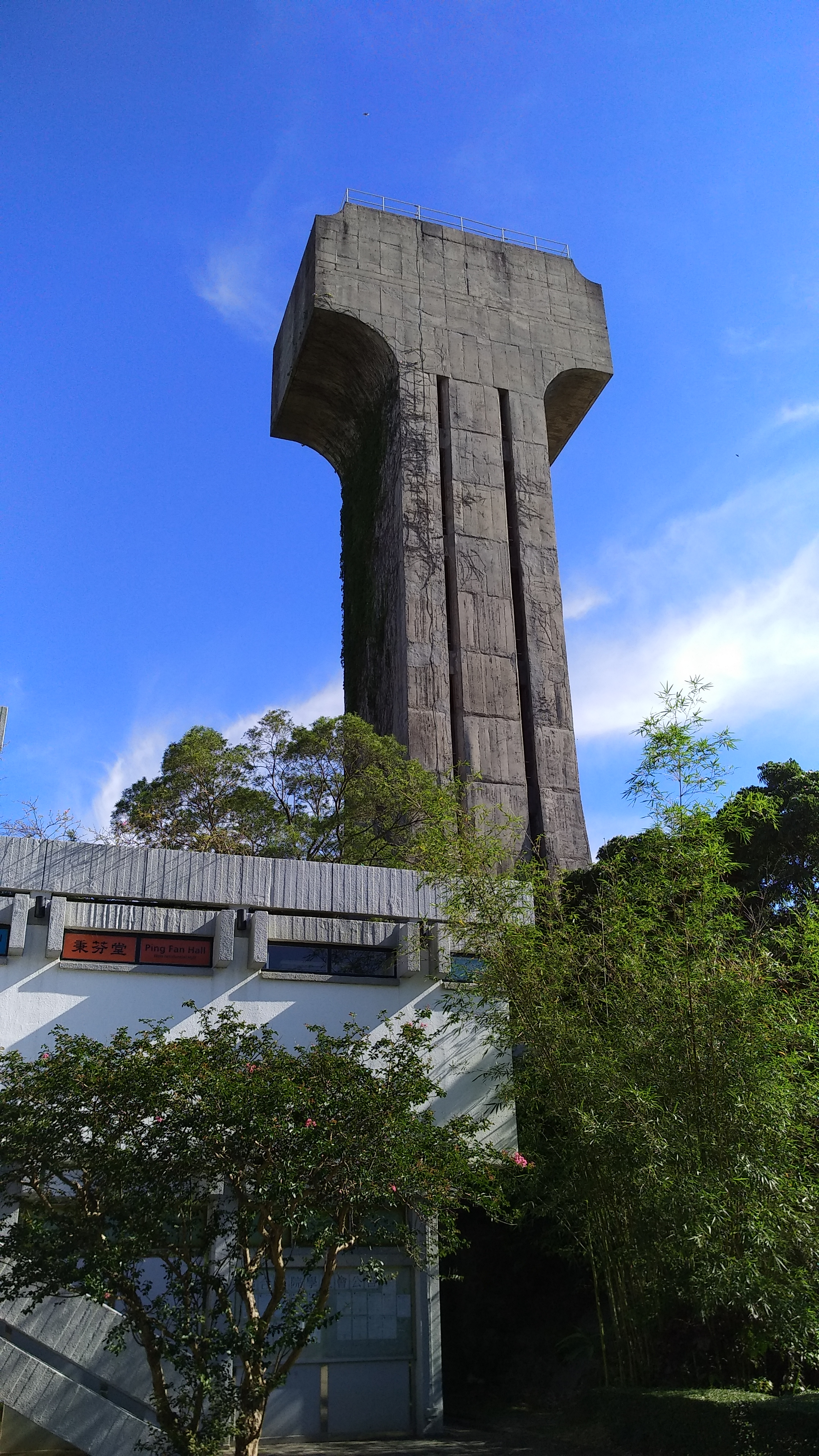
仰望聯合水塔

- 聯合水塔（淑女塔）（United College Water Tower）
- 思源廣場（Si Yuan Amphitheatre）
- 聯合瀑布（United College Cascade）
- 時光錦囊（United College Time Capsule）
- 雕塑
  - 光輝聯合人（Glorious United Man）
  - 開放（Release）
  - 龍騰虎躍（Cavort）
  - 舞者（Dancer）
  - 終極秩序（Ultimate Cosmos）
  - 調（Om）
  - 鳳舞（Phoenix Dance）

## 書院通識教育
聯合書院的通識教育課程包括書院聚會、大學生活與學習、學術與書院生活系列及專題討論或實習。
- 書院聚會
  - 於第一學期，學生需參與每星期一次的書院聚會，設有大型聚會及小型聚會，旨在加深同學們對文化、科學、藝術、大學生活及社會問題之認識，並加強同學和書院的聯繫。
- 大學生活與學習
  - 旨在培養學生在大學求學的基本能力，以輕鬆方式教導學生如何在大學展開新生活。
- 學術與書院生活系列
  - 共設有五種不同的課題供學生就讀，給予學生發展不同方向的興趣，更設有在社福機構或政府機構中實習。
- 專題討論/社會企業與創新：實習
  - 專題討論讓學生對共同感興趣的題目進行小組研究，使以培養學生合作研究和小組討論的能力及技巧。
  - 社會企業與創新：實習讓學生出外進行實習，為將來畢業尋求工作提早準備。

## 書院學生會活動
與其他書院一樣，聯合書院學生會每年固定的時間均會有不同的活動供學生參與。聯合書院每年都有四大活動，分別是8月的迎新營、10月的聯合書院院慶、1月的聯合書院歌唱比賽及2-4月的院長盃。

### 學生會新生輔導營
書院學生會新生輔導營(Orientation Camp)，亦稱為大O，是專為準大學生亦設的活動，目的是為了讓新人(freshmen)透過迎新營認識朋友，了解書院和大學生活。書院迎新營一般都會在八月尾舉行，為期三至四日。

### 院慶
院慶是聯合書院在新學期開學後第一個書院活動，很多新生都會參與其中。院慶是慶祝書院生日而舉辦的活動，為期2個星期左右，活動包括聯合起跑(環聯合書院的賽跑比賽，分個人及團體比賽)、Secret Angel(這是一個讓學生認識書院其他學生的遊戲，每個參加者都會有一個他們不認識的Master和一個Angel，參加者要與他的Master和Angel在活動期間主要透過Whatsapp了解對方並嘗試猜出對方是誰)、大笪地(類似年宵的活動，同學可以自由投攤買賣食物或禮物)、千人宴(在聯合書院本部空地舉行，當天晚上，很多學生(包括非聯合書院的學生及舊生)都會聚首一堂，一起吃盆菜看明星表演，場面非常熱鬧)及主題遊戲(每年院慶都會有一個主題，主題遊戲就是配合該年的主題，創作出遊戲讓學生們互相競技)。除了臨種的活動以外，學生亦會創作一件禮物(亦稱為創舉)送給書院，一同慶祝書院生日。

#### 聯合書院院慶主題一覽表
| 年份 | 次數 | 主題     | 創舉                 |
| 2007 | UC51 | 禧戲     |                      |
| 2008 | UC52 | 原‧舞曲  |                      |
| 2009 | UC53 | 破浪號   |                      |
| 2010 | UC54 | 聯歡馬戲 | 掛滿裝飾的帳篷       |
| 2011 | UC55 | 童年同悅 | 貼滿兒童照片的城堡   |
| 2012 | UC56 | 反斗西部 | 會噴蒸氣的火車       |
| 2013 | UC57 | 天聯之樂 | 前葉會轉動的雙翼飛機 |
| 2014 | UC58 | Monopo聯 | 大富翁遊戲中的屋子   |
| 2015 | UC59 | 破格奇聯 | 具大砲的坦克車       |
| 2018 | UC62 | 聯聚西城 | 拿著結他的熊仔       |
| 2021 | UC65 | 再續前聯 | 菲林相機             |
| 2022 | UC66 | 花樣聯華 | 攝影棚               |
| 2023 | UC67 | 愛して聯 | 錄音機               |

### 聯合書院歌唱比賽
聯合書院歌唱比賽，簡稱聯唱，是聯合書院其中一項大活動，通常在每年的1月舉行，比賽分個人、團體以及騎呢組。比賽設有初賽及決賽。
| 年份 | 主題                |
| ---- | ------------------- |
| 2014 | RingaLinga          |
| 2015 | SingWaGoChi         |
| 2016 | 真夢 Arcadia        |
| 2019 | 聲航 Seafarising    |
| 2023 | 聖地亞歌 Singdiecho |

### 聯合書院余濟美院長盃
聯合書院余濟美院長盃，簡稱院長盃（Head's Cup），在六舍堂（四間宿舍以及兩個走讀生舍堂）之間的運動競技比賽，除了陸運會和水運會在學期初舉行，其他運動項目，包括乒乓球、羽毛球、籃球、足球、網球、排球都會在每年的2-4月舉行。

### 聯合繽紛樂
自2014年起舉行的書院短莊，簡稱「聯繽」，與鄰近新亞書院的新亞夜同期舉行。相比起同期舉辦之新亞夜，聯繽規模較小，並無安排外來嘉賓進行表演，而且需預先購買套票才能參與。

## 知名校友
中大實行「全民書院制」（即教職員及本科生都有其所屬書院），這裡只包括學生。聯合書院的學生又稱為「光輝聯合人」。
- 鄺志堅（社工）：前立法會議員（勞工界）
- 馬力（中文）：已故前立法會議員（香港島）、民建聯前主席
- 倪匡（1957新聞）：已故香港著名作家
- 唯靈 （1958英文）：已故香港資深美食家
- 古兆申（1967中文）：已故作家、前《明報月刊》總編輯，筆名「古蒼梧」
- 許冠文（1969社會）：香港藝人、第一屆香港電影金像獎最佳男主角
- 李汝大（1966歷史）：前東區區議會議員
- 盧國沾（新聞）：已故香港資深填詞人
- 黃乃正（1972化學）：前中大新亞書院院長及前任理學院院長
- 吳克儉（1976社工）：前香港教育局局長
- 梁允愛（1976英文）：已故前育才中學（沙田）副校長、吳克儉之首任妻子
- 白韞六（1977生化）：前入境事務處處長、前廉政專員
- 王倩儀（1978英文）：前環境局常任秘書長、環境保護署署長
- 邵國華（1980社會）：已故電台節目主持人，曾先後於香港電台、商業電台及新城電台任職
- 黃灝玄（1982工管）：商務及經濟發展局常任秘書長（工商及旅遊）
- 邱誠武（1982生化）：運輸及房屋局副局長
- 方永平（1983生化）：中大生命科學學院教授、崇基學院院長
- 張仁良（1982數學）： 香港教育大學校長
- 王維基（1985電子）：城市電訊執行董事兼董事會主席、香港科技探索董事會主席
- 譚偉豪（1986電子）：1997年香港十大傑出青年、權智（國際）有限公司董事會主席、前立法會議員（資訊科技界）
- 黃一山（1987社會）：香港藝人
- 梁美芬（1987政政）：香港立法會議員
- 伍經衡（1989工管）：遵理學校補習老師
- 謝婉雯（1992醫學）：SARS事件中殉職的屯門醫院醫生
- 劉小麗（1997社會學）： 香港前立法會議員，小麗民主教室創辦人
- 方健儀（1999新聞）：香港藝人、自由工作者，前無綫新聞記者及廉政公署高級新聞主任
- 趙詠賢（2000體育運動科學）：香港女子壁球運動員
- 林溢欣（2009中文）遵理學校中文科補習導師
- 渾水 （2014經濟學）︰香港財經專欄作者、評論家
- 陳曉華（2018護理）：女藝人、2018年度香港小姐冠軍
- 岑敖暉（政治與行政學系）：學運領袖，第57屆香港專上學生聯會副秘書長，前荃灣區議會海濱區議員
- 曾淨兒（社工）：前陳震夏宿舍女層管理員
- （中文）：資深傳媒人，前無綫新聞主播，曾出任多個政府委員會委員，現任五育中學管治委員會主席

## 外部連結
- 香港中文大學 （页面存档备份，存于）
- 香港中文大學聯合書院 （页面存档备份，存于）

22°25′14″N 114°12′18″E / 22.420445°N 114.205133°E